# Feofan (Kim)
Feofan (světským jménem: Alexej Ilarionovič Kim; * 19. ledna 1976, Južno-Sachalinsk) je korejský duchovní Ruské pravoslavné církve a arcibiskup korejský.
Je prvním Korejcem, který se stal pravoslavným biskupem.

## Život
Narodil se 19. ledna 1976 v Južno-Sachalinsku.
V květnu 1995 byl pokřtěn a sloužil v chrámu svatého Innokentija Irkutského a poté v katedrálním chrámu Vzkříšení Krista.
Roku 1997 nastoupil na filiálku Moskevské komerční univerzity v Južno-Sachalinsku.
Dne 14. srpna 1997 byl biskupem južno-sachalinským a kurilským Jonafanem (Cvjetkovem) postřižen na monacha se jménem Feofan na počest svatého Theofana Homologeta. Dne 17. srpna byl rukopoložen na jerodiákona a 19. srpna na jeromonacha. Sloužil v katedrálním chrámu, byl sbormistrem katedrálního sboru a redaktorem eparchiálních novin.
Roku 2000 dokončil Smolenský duchovní seminář a nastoupil na Moskevskou duchovní akademii. Od stejného roku byl klerikem abakanské eparchie.
V září 2000 byl na žádost biskupa zelonského Sotiria (Trambase) o záslaní kněze pro rusky mluvící věřící v Jižní Koreji poslán a stal se dočasně duchovním metropolie Nový Zéland Konstantinopolského patriarchátu, do které spadala Korea.
Dne 6. května 2006 se stal čestným občanem Soulu.
Dne 6. června 2006 byl povýšen na igumena.
Dne 5. října 2011 jej Svatý synod zvolil biskupem kyzylským a tyvinským. Dne 25. října byl povýšen na archimandritu.
Dne 28. října 2011 byl oficiálně jmenován biskupem a 30. října proběhla jeho biskupská chirotonie. Hlavním světitelem byl patriarcha moskevský a celé Rusi Kirill.
Dne 4. prosince 2017 byl povýšen na arcibiskupa.
Dne 4. dubna 2019 byl ustanoven arcibiskupem korejským a dočasným správcem kyzylské eparchie.
Dne 12. března 2024 byl osvobozen od funkce představeného monastýru svatého Vladimíra v Turanu.